# Gianni Motta
Gianni Motta (Cassano d'Adda, 13 marzo 1943) è un ex ciclista su strada e pistard italiano.
Professionista dal 1964 al 1976, conta la vittoria di un Giro d'Italia, di un Giro di Lombardia, di tre Giri dell'Emilia.

## Carriera

### Gli esordi
Nasce a Cassano d'Adda durante la seconda guerra mondiale, primo dei due figli di Regina, casalinga, ed Enrico Motta, agricoltore. Lascia la scuola dopo la quinta elementare per aiutare i genitori in cascina, mentre all'età di quattordici anni trova lavoro come pasticcere a Milano, nella storica industria dolciaria Motta. È proprio in quel periodo che, dovendo percorrere ogni giorno 60 chilometri in bicicletta, viene notato e segnalato al patron della Faema Macchi, che con la sua azienda sponsorizza, nelle diverse categorie, numerose squadre giovanili.
Motta prende la licenza di esordiente all'età di sedici anni, l'anno dopo passa invece tra gli allievi. È talentuoso, e ottiene, in tre anni tra gli allievi, ben 39 successi, tra cui il Giro della Provincia di Como e il campionato italiano di categoria. Nel 1963 è tra i dilettanti, sempre con la Faema: vince tredici corse, sotto la supervisione del ds Vittorio Seghezzi. Poi però rifiuta di partecipare alla Corsa della Pace e alla cronosquadre dei mondiali su strada di Ronse, entrambe da correre con la Nazionale dilettanti, e per penalità viene escluso anche dalla prova iridata individuale.

### Il passaggio al professionismo
Per il 1964, neanche ventunenne, compie il salto nel professionismo, vestendo la divisa della Molteni. Debutta in febbraio, e già in maggio, al Tour de Romandie, ottiene la prima vittoria da pro nella tappa di Le Locle. Poi arrivano altri sei successi, quello nella tappa di Biella al Giro d'Italia (che chiuderà al quinto posto), la Coppa Bernocchi, il Gran Premio Besana e il Gran Premio Molteni, il Giro di Lombardia in solitaria davanti a Carmine Preziosi, e infine il Trofeo Baracchi in coppia con Giacomo Fornoni.
Tra le sue vittorie più importanti delle stagioni seguenti c'è il Giro d'Italia 1966, nel quale batté Italo Zilioli aggiudicandosi anche due tappe, e il Giro di Svizzera 1967. Fu due volte primo al Tour de Romandie e vittorioso in numerose classiche italiane, mentre al Tour de France 1965, vinto da Gimondi, suo grande rivale, concluse terzo.
Nel Giro d'Italia 1968, fu squalificato per doping assieme ad altri 8 corridori, anche nel Giro d'Italia 1971 fu trovato positivo a un controllo, ma il regolamento prevedeva 10' di squalifica; Motta pertanto concluse quel Giro al 20º posto, mentre nel Giro d'Italia 1972 fu squalificato per essersi fatto trainare da un'ammiraglia.
Un carattere particolare e un malanno ad una gamba, operata nel 1970 quando forse i suoi anni migliori erano trascorsi, sono stati gli ostacoli maggiori alla realizzazione di una carriera ben più brillante di quella che è stata. Al termine della carriera, come molti altri corridori del tempo, ha avviato un'attività di produzione di telai, molto apprezzati fra gli amanti delle biciclette da corsa.

## Palmarès

### Strada
- 1963 (dilettanti)

Classifica generale Giro della Valle d'Aosta
Milano-Tortona
- 1964 (Molteni, sei vittorie)

3ª tappa, 2ª semitappa Tour de Romandie (Le Locle, cronometro)
21ª tappa Giro d'Italia (Torino > Biella)
Coppa Bernocchi
Gran Premio Molteni
Giro di Lombardia
Trofeo Baracchi (con Giacomo Fornoni)
- 1965 (Molteni, quattro vittorie)

2ª tappa Grand Prix du Midi Libre (Millau > Rodez)
Tre Valli Varesine
Gran Premio Feg
Corsa di Coppi
- 1966 (Molteni, dieci vittorie)

Grand Prix de Monaco
Giro di Romagna
2ª tappa Tour de Romandie (Sion > Losanna)
Classifica generale Tour de Romandie
17ª tappa Giro d'Italia (Riva del Garda > Levico Terme)
19ª tappa Giro d'Italia (Bolzano > Moena)
Classifica generale Giro d'Italia
Tre Valli Varesine
Gran Premio Feg
1ª tappa Parigi-Lussemburgo (Parigi > Troyes)
- 1967 (Molteni, sette vittorie)

Grand Prix de Nice
Milano-Torino
2ª tappa Tour de Romandie (Sierre > Les Diablerets)
2ª tappa Tour de Suisse (Vaduz > Silvaplana)
3ª tappa Tour de Suisse (Silvaplana > Locarno)
Classifica generale Tour de Suisse
Tre Valli Varesine
- 1968 (Molteni, tre vittorie)

4ª tappa Tour de Romandie (Crans-sur-Sierre > Ginevra)
Giro dell'Appennino
Giro dell'Emilia
- 1969 (Sanson, quattro vittorie)

Gran Premio Campagnolo
2ª prova Escalada a Montjuïc
Classifica generale Escalada a Montjuïc
Giro dell'Emilia
- 1970 (Salvarani, quattro vittorie)

Giro dell'Umbria
Tre Valli Varesine
Giro dell'Appennino
1ª prova Escalada a Montjuïc
- 1971 (Salvarani, sei vittorie)

1ª tappa Tirreno-Adriatico (Ladispoli > Fiuggi Terme)
Giro della Provincia di Reggio Calabria
4ª tappa Tour de Romandie (Friburgo > Sierre)
5ª tappa, 1ª semitappa Tour de Romandie (Brissago > Lugano)
Classifica generale Tour de Romandie
Giro dell'Emilia
- 1972 (Ferretti, una vittoria)

2ª tappa Giro d'Italia (Ravenna > Fermo)
- 1973 (Zonca, una vittoria)

6ª tappa Giro d'Italia (Milano > Iseo)
- 1974 (Magniflex, una vittoria)

3ª tappa Giro di Puglia (Cassano delle Murge > Martina Franca)

#### Altri successi
- 1964 (Molteni)

Gran Premio Besana
- 1965 (Molteni)

Gran Premio Calza Muro
Gran Premio Sagit
Circuito di Groppello
- 1966 (Molteni)

Classifica a punti Giro d'Italia
Ronde de Seignelay
Grand Prix de Vergt
Gran Premio Città di Foligno
Gran Premio Parmalat
1ª prova Cronostaffetta (cronosquadre, con Pietro Scandelli e Michele Dancelli)
2ª prova Cronostaffetta (cronometro ind.)
- 1967 (Molteni)

Gran Premio Braun Sixtant (Ospedaletti)
Circuito di Consonno di Olginate
1ª prova Cronostaffetta (cronosquadre, con Rudi Altig e Franco Balmamion)
2ª prova Cronostaffetta (cronometro ind.)
Campionati italiani, Prova a squadre
- 1968 (Molteni)

Circuito di Laveno-Mombello
Criterium de La Limouzinière
Gran Premio Salvarani (Chignolo Po)
1ª prova Cronostaffetta (cronosquadre, con Franco Balmamion e Edy Schutz)
2ª prova Cronostaffetta (cronometro ind.)
Gran Premio Fonti San Benedetto (Scorzè)
- 1969 (Sanson)

Giro di Ponte a Egola
Trofeo Hoonved
Criterium de Villamblard
- 1970 (Salvarani)

Circuito di Urbisaglia
1ª prova Cronostaffetta (cronosquadre, con Felice Gimondi e Pietro Guerra)
2ª prova Cronostaffetta (cronometro ind.)
Gran Premio Pastori
- 1971 (Salvarani)

Circuito di Tavarnelle Val di Pesa
Gran Premio Doimo (Col San Martino)
Gran Premio Salvarani (Chignolo Po)
Prologo Giro d'Italia (Lecce > Brindisi, cronosquadre)
- 1972 (Ferretti)

Circuito di Pontoglio
Trofeo Calzaturificio Tiger Flex (Monsummano Terme)
Gran Premio Picedi
Trofeo Pennelli Cinghiale (Castiglione del Lago)
- 1973 (Zonca)

Circuito del Buceto - Trofeo Doretti (Montecatini Terme)
Boario Terme-Montecampione
Criterium de Deunières 26 agosto
Circuito di Segromigno in Monte
Circuito di Stradella
Circuito di Curno
- 1974 (Magniflex)

Giro di Milano, Epilogo Giro d'Italia

### Pista
- 1965

Sei giorni di Milano (con Rik Van Steenbergen)
- 1966

Sei giorni di Milano (con Peter Post)
- 1967

Sei giorni di Milano (con Peter Post)
- 1968

Sei giorni di Milano (con Peter Post)
- 1971

Campionati italiani indoor, Omnium
Sei giorni di Montreal (con Tony Gowland)

## Piazzamenti

### Grandi Giri
- Giro d'Italia

1964: 5º
1966: vincitore
1967: 6º
1968: squalificato
1971: 20º
1972: squalificato (17ª tappa)
1973: 10º
1974: 24º
1976: ritirato (1ª tappa)
- Tour de France

1965: 3º
1971: ritirato (11ª tappa)

### Classiche monumento
- Milano-Sanremo

1965: 9º
1966: 46º
1967: 2º
1968: 32º
1969: ritirato
1970: 33º
1971: 7º
1972: 2º
1973: 35º
1974: 98º
- Giro delle Fiandre

1966: 6º
1967: 72º
1970: 21º
1972: ritirato
- Parigi-Roubaix

1964: ritirato
1966: 26º
1967: 10º
1971: ritirato
1972: ritirato
- Liegi-Bastogne-Liegi

1966: 15º
1971: ritirato
- Giro di Lombardia

1964: vincitore
1965: 5º
1966: ritirato
1968: 6º
1969: 15º
1970: 3º
1971: ritirato
1972: ritirato
1973: 17º

### Competizioni mondiali
- Campionati del mondo

Sallanches 1964 - In linea: 38º
Lasarte-Oria 1965 - In linea: 40º
Nürburgring 1966 - In linea: 4º
Heerlen 1967 - In linea: 4º
Imola 1968 - In linea: 14º
Leicester 1970 - In linea: 39º
Gap 1972 - In linea: 34º

## Riconoscimenti
- Appennino d'oro: 2004